# 安妮·卡特琳·汉森
安妮·卡特琳·汉森（丹麥語：Anne Katrine Hansen，1996年7月13日—），丹麥女子羽毛球運動員。

## 簡歷
2016年11月，安妮·卡特琳·汉森出戰挪威羽毛球國際賽，與玛丽·路易丝·斯蒂芬森合作奪得女子雙打亞軍。

## 主要比賽成績
只列出曾進入準決賽的國際賽事成績：
| 年份   | 賽事               | 公開賽級別 | 項目     | 拍檔                 | 成績   |
| ------ | ------------------ | ---------- | -------- | -------------------- | ------ |
| 2016年 | 匈牙利羽毛球國際賽 | 國際系列賽 | 女子雙打 | 玛丽·路易丝·斯蒂芬森 | 準決賽 |
| 2016年 | 挪威羽毛球國際賽   | 國際系列賽 | 女子雙打 | 玛丽·路易丝·斯蒂芬森 | 亞軍   |
| 2017年 | 奧地利羽毛球公開賽 | 國際挑戰賽 | 女子雙打 | 玛丽·路易丝·斯蒂芬森 | 準決賽 |
| 2017年 | 匈牙利羽毛球國際賽 | 國際系列賽 | 女子雙打 | 玛丽·路易丝·斯蒂芬森 | 準決賽 |
| 2017年 | 挪威羽毛球國際賽   | 國際系列賽 | 女子雙打 | 玛丽·路易丝·斯蒂芬森 | 準決賽 |

| 2007-2017年 | 首要超級賽 | 超級賽 | 黃金大獎賽 | 大獎賽 | 國際挑戰賽 | 國際系列賽 | 未來系列賽 | 其他 |

| 2018-2026年 | 總決賽 | 超級1000賽 | 超級750賽 | 超級500賽 | 超級300賽 | 超級100賽 | 國際挑戰賽 | 國際系列賽 | 未來系列賽 | 其他 |